# Udmurti
Gli udmurti (Udmurta: Удмуртъёс, Udmurt’jos) votiachi, denominati anche otjak, o votjak, nella loro lingua, Čud Otjackaja (чудь отяцкая) in russo, e Ar in tataro, sono un gruppo etnico che vive in Russia. Parlano la lingua udmurta, che è una lingua permiana della famiglia uralica. Sono imparentati con altri gruppi uralici, ma soprattutto i Komi (e i loro 2 principali gruppi subetnici), così come i Mordvini e Mari.

## Storia

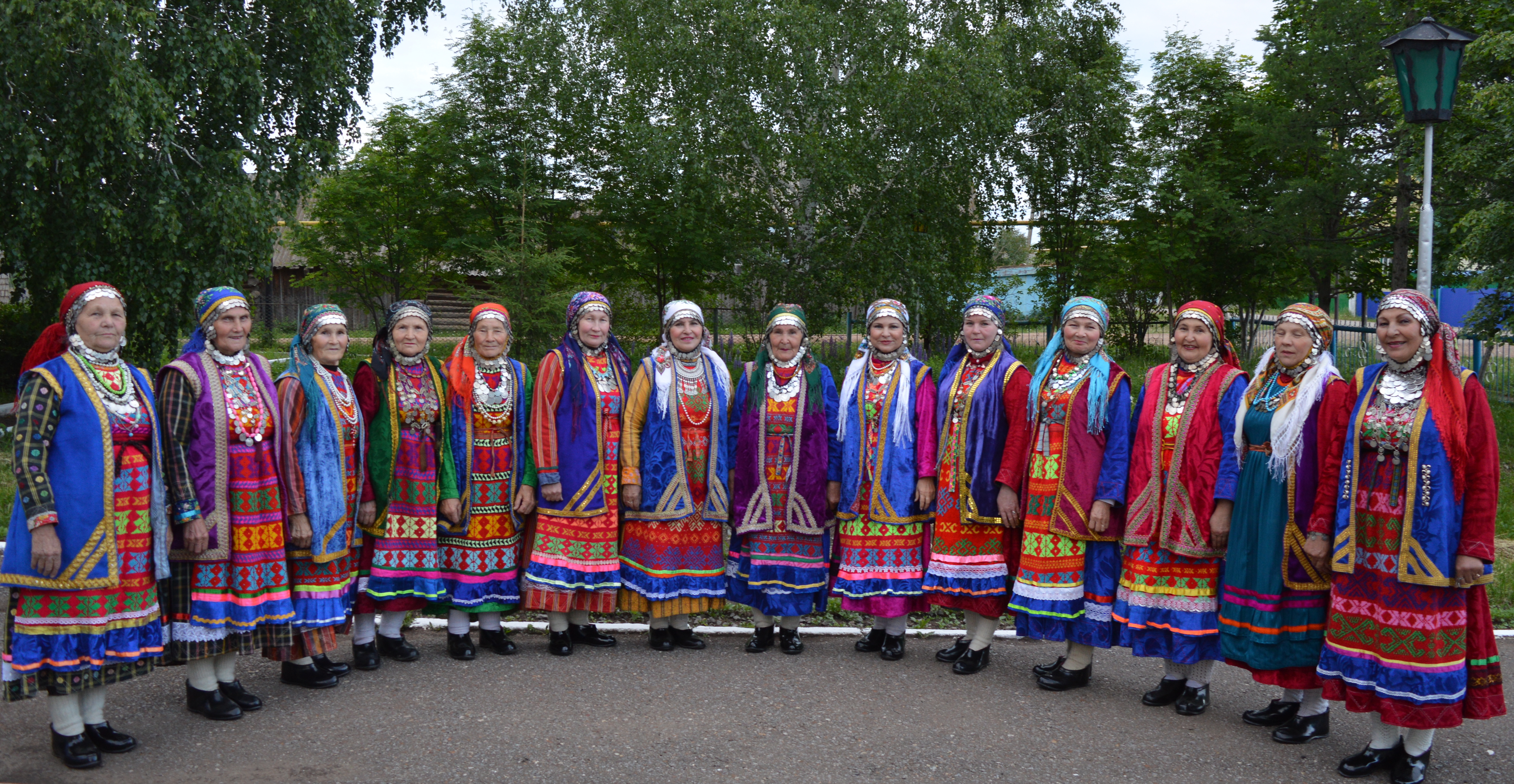
Udmurti dal Tatarstan, Russia.

Molti udmurti vivono in Udmurtia. Piccoli gruppi vivono nelle aree circostanti: Oblast' di Kirov, Kraj di Perm', Baschiria, Tatarstan, e Mari El. La lingua udmurta appartiene alle lingue ugrofinniche. La popolazione di questa etnia è in lento declino: oggi vi sono circa 637.000 udmurti, mentre nel 1989 ve ne erano 746.562.
Sebbene gran parte degli Udmurti si sia convertita al cristianesimo ortodosso (almeno formalmente), nel Sud dell’Udmurtia rimangono largamente praticate le tradizioni pagane dello sciamanesimo, rendendo questo popolo uno degli ultimi gruppi etnici apertamente pagani in Europa.